# Клуб творческой молодёжи
Клуб тво́рческой молодёжи, также Клуб тво́рческой молодёжи «Совреме́нник» — средоточие ранних шестидесятников, которое действовало в 1960—1964 годах в Киеве.

## История
Клуб творческой молодежи был основан в начале 1960 года (по другим данным в конце 1959 года) по инициативе ЦК ЛКСМУ (конкретно — секретаря ЦК Тамары Главак). Клуб функционировал в помещении кинозала Октябрьского дворца в Киеве. Председателем клуба был избран режиссёр Лесь Танюк. Клуб делился на пять секций по интересам: писательская, художественная, музыкальная, кино, театральная. При клубе действовал джазовый ансамбль, «Второй украинский театр». Среди участников клуба выделяются Иван Дзюба, Евгений Сверстюк, Иван Светличный, Василий Симоненко, Станислав Тельнюк, Алла Горская, Людмила Семыкина, Галина Зубченко и другие. В клуб входило множество студентов киевских вузов.
В рамках клуба проводились нерегламентированные художественные выставки, этнографические праздники, творческие вечера, в частности Лины Костенко, Ивана Драча, Николая Винграновского, лекции Михаила Брайчевского, Елены Апанович. Устраивались краеведческие экспедиции, например, поездки по инициативе выдающегося историка архитектуры и искусствоведа Григория Логвина, искусствоведа Михаила Литвина и при поддержке Максима Рыльского с целью описания уцелевших церквей. По инициативе клуба был создан межвузовский студенческий фольклорный странствующий хор «Жаворонок».
В марте 1962 года художники Алла Горская, её муж Виктор Зарецкий, Людмила Семыкина подняли вопрос о неудовлетворительном состоянии украинского языка и культуры в УССР. Иван Светличный, Иван Дзюба и другие представители интеллигенции поддержали эту дискуссию. Большой резонанс имел литературный вечер памяти Леся Курбаса, который проводился 12 мая 1962 года. Идея проведения вечера принадлежала известному украинскому режиссёру Николаю Шейко, привлёкший к оргкомитету этого вечера Ирина Стешенко, которая в свою очередь помогла привлечь к участию ряд актеров-курбасовцев. Вечеру предшествовала выставка произведений студентов художественного института, которая по заданию КГБ была разгромлена бригадмилом при Ленинском РК ЛКСМУ. На вечере памяти Николая Кулиша поэт Николай Бажан впервые поднял вопрос о репрессиях 30-х годов. Клуб ввёл ежегодное общественное чествование памяти Тараса Шевченко, Ивана Франко, Леси Украинки. После меморандума Леся Танюка, Василия Симоненко и Аллы Горской, обращённого к киевскому горсовету с предложением обнародовать данные о массовых расстрелах войсками НКВД в Быковне, клуб начал испытывать все больших преследований. В конце 1964 года клуб был закрыт, а члены клуба потерпели карательных мер.
В 1964 художники Алла Горская, Афанасий Заливаха, Людмила Семыкина, Галина Севрук и Галиной Зубченко создали витраж «Шевченко. Мать» к 150-летию Тараса Шевченко в вестибюле Красного корпуса КНУ. Созванная после этого комиссия квалифицировала его как идейно враждебный. Витраж был уничтожен администрацией университета. Аллу Горскую и Людмилу Семыкину исключили из Союза художников (спустя год их членство было восстановлено)
Аналогичные киевскому клубы действовали в то время и в других городах Украинской ССР:
- во Львове — клуб «Подснежник», председатель Михаил Косов, участники: Михаил Горынь, Богдан Горынь, Григорий Чубай, Игорь Калинец, Ирина Стасив и другие.
- в Одессе;
- в Харькове;
- в г. Приднепровское (сейчас входит в г. Днепр) — участники: Б. Униат, М. Скорик, И. Сокульский.